# Rajdowe Samochodowe Mistrzostwa Polski 1961
Ten artykuł dotyczy sezonu 1961 Rajdowych Samochodowych Mistrzostw Polski.

## Kalendarz[1]
| Runda | Data           | Nazwa rajdu                        | Baza rajdu | Nawierzchnia  | Zwycięzca        | Raport |
| 1     | 17-19 lutego   | 1. Nizinny Zimowy Rajd Samochodowy | Bydgoszcz  | asfalt        | Andrzej Żymirski | Wyniki |
| 2     | 12-14 maja     | 5. Rajd Dolnośląski                |            | asfalt        | Sobiesław Zasada | Wyniki |
| 3     | 3-6 sierpnia   | 21. Rajd Polski                    | Kraków     | szuter/asfalt | Sobiesław Zasada | Wyniki |
| 4     | 22-24 września | 11. Rajd w Wiśle                   | Wisła      | asfalt        | Sobiesław Zasada | Wyniki |

1. ↑  Zwycięzcą klasyfikacji generalnej 25. Rajdu Polski był Niemiec Eugen Böhringer, Sobiesław Zasada w klasyfikacji generalnej zajął trzecie miejsce, a wygrał klasyfikację RSMP

## Klasyfikacja generalna kierowców[2]
Punkty do klasyfikacji generalnej RSMP przyznawano za pierwsze 10 miejsc według systemu: 12-10-8-7-6-5-4-3-2-1. Do końcowej klasyfikacji generalnej sezonu zaliczano 3 najlepsze wyniki. Wyniki pierwszych dziesięciu kierowców:
| 1  | Sobiesław Zasada                                    | (7) | 1  | 1  | 1  | 36 |
| 2  | Grzegorz Timoszek                                   | (4) | 3  | 3  | 2  | 26 |
| 3  | Andrzej Żymirski                                    | 1   | 4  | 5  |    | 25 |
| 4  | Marek Varisella                                     | 3   | 6  | NU | 5  | 19 |
| 5  | Henryk Ruciński                                     | 18  | 2  | 4  |    | 18 |
| 6  | Henryk Frąckowiak                                   | 23  | 8  | 6  | 6  | 13 |
| 7  | Adam Wędrychowski                                   | 2   | ?  | NU |    | 10 |
| 8  | Jerzy Dobrzański                                    | 6   | 7  | 10 | DK | 10 |
| 9  | Ksawery Frank                                       | 20  |    |    | 4  | 7  |
| 10 | Ryszard Nowicki                                     | 10  | 5  | NU |    | 7  |
| 11 | Florian Zastępowski                                 | 5   |    |    |    | 6  |
| 12 | Bogusław Osowiecki                                  |     | 9  | 7  |    | 6  |
| 13 | Marian Zatoń                                        | 8   | 10 |    | 10 | 5  |
| 14 | Franciszek Postawka                                 |     |    |    | 7  | 4  |
| 15 | Stanisław Stolarski                                 |     |    |    | 8  | 3  |
| 16 | Stanisław Cencora                                   |     |    |    | 9  | 2  |
| 17 | Tadeusz Sadowski                                    | 9   |    |    |    | 2  |
|    | Oznaczenia: NU - nie ukończył, DK - dyskwalifikacja |     |    |    |    |    |

Mieczysław Sochacki, Andrzej Zieliński i Stefan Dobrzyński - nie sklasyfikowani, wystartowali tylko w jednej eliminacji.

Podział samochodów rajdowych według regulaminów FIA:  1961
- Kategoria A - samochody turystyczne
- Kategoria B - samochody GT

Samochody kategorii A podzielone były na klasy według pojemności silnika:
- klasa I - do 400 cm3
- klasa II - do 500 cm3
- klasa III - do 600 cm3
- klasa IV - do 700 cm3
- klasa V - do 850 cm3
- klasa VI - do 1000 cm3
- klasa VII - do 1150 cm3
- klasa VIII - do 1300 cm3
- klasa IX - do 1600 cm3
- klasa X - do 2000 cm3
- klasa XI - do 2500 cm3
- klasa XII - do 3000 cm3

- klasa XIII - do 4000 cm3
- klasa XIV - do 5000 cm3
- klasa XV - powyżej 5000 cm3

Oprócz tego w RSMP istniała też klasa XIa - klasa markowa FSO Warszawa.
System punktacji RSMP:
W klasach przyznawano punkty za sześć pierwszych miejsc według klucza: 8-6-4-3-2-1. Klasę stanowiło minimum 5 samochodów.
Pogrubioną czcionką wyróżniono zawodników, którym przyznano tytuły mistrzów i wicemistrzów Polski.

### Klasa IX-XI (do 2500 cm3)[1]
| Msc | Kierowca             | Samochód                          | Punkty |
| --- | -------------------- | --------------------------------- | ------ |
| 1   | Ksawery Frank        | Ford Taunus/Opel Rekord/Chevrolet | 22     |
| 2   | Stefan Dobrzyński    | Moskwicz 407                      | 12     |
| 3   | Eugeniusz Ćwikliński | Moskwicz 407                      | 12     |

### Klasa XIa (klasa markowa FSO Warszawa)[1]
| Msc | Kierowca            | Samochód      | Punkty |
| --- | ------------------- | ------------- | ------ |
| 1   | Florian Zastępowski | Warszawa M 20 | 18     |
| 2   | Franciszek Postawka | Warszawa M 20 | 16     |
| 3   | J. Tywuszyk         | Warszawa M 20 | 12     |

### Klasa VIII (do 1300 cm3)[1]
| Msc | Kierowca          | Samochód          | Punkty |
| --- | ----------------- | ----------------- | ------ |
| 1   | Grzegorz Timoszek | Simca Aronde P 60 | 24     |
| 2   | Henryk Frąckowiak | VW Karmann Ghia   | 16     |
| 3   | Tadeusz Modliński | Simca Aronde P 60 | 8      |

### Klasa VI-VII (do 1150 cm3)[1]
| Msc | Kierowca            | Samochód        | Punkty |
| --- | ------------------- | --------------- | ------ |
| 1   | Henryk Ruciński     | Auto Union 1000 | 20     |
| 2   | Stanisław Stolarski | Wartburg 311    | 14     |
| 3   | Stanisław Cencora   | Wartburg 311    | 13     |

### Klasa V (do 850 cm3)[1]
| Msc | Kierowca         | Samochód   | Punkty |
| --- | ---------------- | ---------- | ------ |
| 1   | Andrzej Żymirski | DKW Junior | 24     |
| 2   | Marek Varisella  | Syrena 101 | 20     |
| 3   | Marian Zatoń     | Syrena 101 | 14     |

### Klasa III-IV (do 700 cm3)[1]
| Msc | Kierowca          | Samochód                     | Punkty |
| --- | ----------------- | ---------------------------- | ------ |
| 1   | Sobiesław Zasada  | BMW 700 Sport                | 24     |
| 2   | Adam Wędrychowski | NSU Prinz 500                | 18     |
| 3   | Jerzy Dobrzański  | Fiat 600/BMW 700 coupe Sport | 18     |

### Klasyfikacja zespołowa[1]
| Msc | Zespół                   | Punkty |
| --- | ------------------------ | ------ |
| 1   | Automobilklub Warszawski | 375    |